# Велики Липоглав
Велики Липоглав (словен. Veliki Lipoglav) је насељено место у оквиру градске општине Љубљана, Средњесловенска регија, Словенија.

## Историја
До територијалне реорганизације у Словенији била је у саставу града Љубљане, односно старе општине Мосте-Поље.

## Територијална организација и припадност насеља
| Großlipoglau / Велики Липоглав | Großlipoglau / Велики Липоглав              | Großlipoglau / Велики Липоглав                                         | Großlipoglau / Велики Липоглав                           |
| Пописна година                 | Држава/Крунска земља                        | Политички округ (округ, округ) / Судски округ (округ, округ) / општина | Насеља и делови насеља (број становника)                 |
| ------------------------------ | ------------------------------------------- | ---------------------------------------------------------------------- | -------------------------------------------------------- |
| 1869                           | Аустроугарска, Аустријско царство / Крањска | Љубљана / Љубљана / Добруње                                            | Није посебно наведено                                    |
| 1880                           | Аустроугарска, Аустријско царство / Крањска | Љубљана / Љубљана / Добруње                                            | Липоглау / Липоглав : Großlipoglau / Велки Липоглав (49) |
| 1890                           | Аустроугарска, Аустријско царство / Крањска | Љубљана / Љубљана / Добруње                                            | Großlipoglau / Велики Липоглав (45)                      |
| 1900                           | Аустроугарска, Аустријско царство / Крањска | Љубљана / Љубљана / Добруње                                            | Großlipoglau / Велики Липоглав (49)                      |
| 1910                           | Аустроугарска, Аустријско царство / Крањска | Љубљана / Љубљана / Добруње                                            | Großlipoglau / Велики Липоглав (44)                      |
| Велики Липоглав                |                                             |                                                                        |                                                          |
| Пописна година                 | Држава/Округ, Бановина                      | Жупанија (округ, округ) / општина                                      | Насеља и делови насеља (број становника)                 |
| 1921                           | Краљевина СХС                               |                                                                        |                                                          |
| 1931                           | Краљевина Југославија / Бановина Драва      |                                                                        |                                                          |
| Велики Липоглав                |                                             |                                                                        |                                                          |
| Пописна година                 | Држава / Република                          | Жупанија (округ, округ) / општина                                      | Насеља и делови насеља (број становника)                 |
| 1948                           | ФНРЈ / НР Словенија                         | Љубљана–околица / МНО Добруње–Шостро                                   | Велики Липоглав (43)                                     |
| 1953                           | ФНРЈ / НР Словенија                         | Љубљана / Шмарје                                                       | Велики Липоглав (45)                                     |
| 1961                           | ФНРЈ / НР Словенија                         | Љубљана / Мосте–Поље                                                   | Велики Липоглав (43)                                     |
| 1971                           | СФРЈ / СР Словенија                         | Град Љубљана / Мосте–Поље                                              | Велики Липоглав (43)                                     |
| 1981                           | СФРЈ / СР Словенија                         | Град Љубљана / Мосте–Поље                                              | Велики Липоглав (40)                                     |
| 1991                           | СФРЈ / СР Словенија                         | Град Љубљана / Мосте–Поље                                              | Велики Липоглав (45)                                     |
| Велики Липоглав                |                                             |                                                                        |                                                          |
| Пописна година                 | Држава                                      | Општина                                                                | Насеља и делови насеља (број становника)                 |
| 2002                           | Словенија                                   | Градска општина Љубљана / округ Шостро                                 | Велики Липоглав (49)                                     |
| 2011                           | Словенија                                   | Градска општина Љубљана / округ Шостро                                 | Велики Липоглав (46)                                     |
| 2021                           | Словенија                                   | Градска општина Љубљана / округ Шостро                                 | Велики Липоглав (46)                                     |

Напомена: МНО је скраћеница за Месни народни одбор.

## Становништво
У попису становништва из 2021. године, Велики Липоглав је имао 46 становника.
| Број становника према пописима | Број становника према пописима | Број становника према пописима | Број становника према пописима | Број становника према пописима | Број становника према пописима | Број становника према пописима | Број становника према пописима | Број становника према пописима | Број становника према пописима | Број становника према пописима | Број становника према пописима | Број становника према пописима | Број становника према пописима | Број становника према пописима | Број становника према пописима |
| ------------------------------ | ------------------------------ | ------------------------------ | ------------------------------ | ------------------------------ | ------------------------------ | ------------------------------ | ------------------------------ | ------------------------------ | ------------------------------ | ------------------------------ | ------------------------------ | ------------------------------ | ------------------------------ | ------------------------------ | ------------------------------ |
| 1869                           | 1880                           | 1890                           | 1900                           | 1910                           | 1921                           | 1931                           | 1948                           | 1953                           | 1961                           | 1971                           | 1981                           | 1991                           | 2002                           | 2011                           | 2021                           |
| -                              | 49                             | 45                             | 49                             | 44                             |                                |                                | 43                             | 45                             | 43                             | 43                             | 40                             | 45                             | 49                             | 46                             | 46                             |

Напомена: Године 1869. није наведено, а 1880. године исказан као део некадашњег насеља Липоглав, за који садржи део података 1880. Године 1880 исказивано под именом Велки Липоглав.

### Етнички, језички и верски састав

#### Аустроугарска

##### Језички и верски састав
| Година пописа | укупно | Словеначки |
| ------------- | ------ | ---------- |
| 1869          | н/п    | н/п        |
| 1880          | 49     | 49 (100%)  |
| 1890          | 45     | 45 (100%)  |
| 1900          | 49     | 49 (100%)  |
| 1910          | 44     | 44 (100%)  |

| Година пописа | укупно | Римокатолици |
| ------------- | ------ | ------------ |
| 1869          | н/п    | н/п          |
| 1880          | 49     | 49 (100%)    |
| 1890          | 45     | 45 (100%)    |
| 1900          | 49     | 49 (100%)    |
| 1910          | 44     | 44 (100%)    |

Напомена: Ознака н/п значи да нема података или да информација није наведена.

#### ФНР/СФР Југославија

##### Национални састав
| Велики Липоглав               | Велики Липоглав               | Велики Липоглав               |
| ----------------------------- | ----------------------------- | ----------------------------- |
| 1961                          | 1971                          | 1981                          |
| укупно: 43 Словенци 43 (100%) | укупно: 43 Словенци 43 (100%) | укупно: 40 Словенци 40 (100%) |

## Галерија
- детаљ
- капелица